# Christian Buttkus

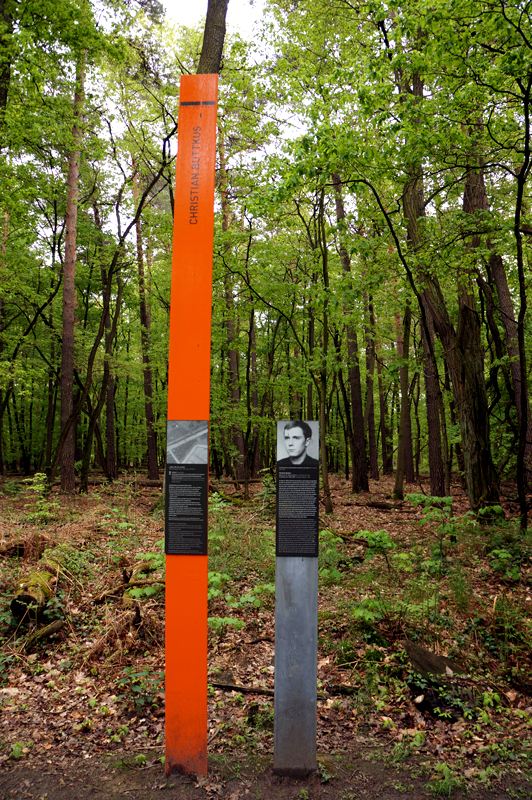
Gedenksäule am Mauerweg bei Kleinmachnow

Christian Buttkus (* 21. Februar 1944 in Tilsit; † 4. März 1965 bei Kleinmachnow) war ein Todesopfer an der Berliner Mauer. Bei einem Fluchtversuch mit seiner Verlobten wurde er mit 25 Projektilen von Angehörigen der Grenztruppen der DDR getötet.

## Leben
Christian Buttkus wurde 1944 als zweites Kind seiner Eltern in Tilsit geboren. Ende des Zweiten Weltkriegs flüchtete die Familie vor der Roten Armee nach Berlin-Niederschönhausen. Nach der Mittleren Reife begann er 1960 eine Lehre zum Chemiefacharbeiter beim VEB Berlin-Chemie zu absolvieren, bei dem er nach der Lehre auch angestellt wurde. Im April 1964 verlobte er sich mit Ilse P., mit der er die Flucht in den Westen plante. Dazu begann er im August 1964 eine Taucherausrüstung herzustellen, da ihr gemeinsamer Plan vorsah, die DDR durch den Teltowkanal zu verlassen. Ein dafür entwickeltes Unterwasserfahrzeug erwies sich jedoch als ungeeignet. Am 1. März 1965 gaben sie diese Pläne auf. Ende Februar 1965 erhält Christian Buttkus seinen Einberufungsbefehl zur Nationalen Volksarmee. Ihm wird mitgeteilt, dass er am 1. Mai 1965 im mecklenburgischen Eggesin beim Bataillon Chemische Abwehr zu erscheinen hat. Für Christian Buttkus steht schon seit einiger Zeit fest, dass er nicht in der NVA dienen will. Da die Einberufung früher erfolgt als von ihm erwartet, beschließen Christian Buttkus und seine Verlobte Ilse P., die eigentlich erst für den Sommer geplante Flucht nach West-Berlin vorzuziehen.
Ihr neuer Plan sah vor, bei schlechtem Wetter, wie den starken Schneefällen am 4. März 1965, bei Kleinmachnow über die Grenze zu gelangen. Am Abend des 3. März 1965 begaben sich Christian Buttkus und Ilse P. mit der S-Bahn und dann mit dem Bus nach Kleinmachnow. Sie führten Geld, Dokumente, Drahtzangen und zwei weiße Kittel mit. Von der Bushaltestelle gingen sie in einen Wald an der Grenze. Zur Tarnung legten sie ihre weißen Kittel an. An der Grenze angekommen überwanden sie den Sperrgraben und lösten gegen 1.15 Uhr Alarm aus. Sie rannten durch den Todesstreifen, um die letzten drei Reihen Stacheldrahtzaun zu überwinden. Dabei nahm sie ein Postenpaar und eine Kontrollstreife unter Beschuss. Von den 199 abgegebenen Projektilen trafen 25 Christian Buttkus in den Oberkörper. Er verstarb vor Ort. Seine Verlobte erlitt einen Streifschuss am Unterschenkel. Während sie in ein Krankenhaus gebracht wurde, schafften die Grenzer den Leichnam von Christian Buttkus in den Sperrgraben, um so zu verhindern, dass er vom Westen aus gesehen wurde. Das Bezirksgericht Potsdam verurteilte Ilse P. zu einer Bewährungsstrafe von 20 Monaten.
Nach der deutschen Wiedervereinigung nahm die Staatsanwaltschaft Potsdam Ermittlungen gegen die beteiligten Grenzsoldaten auf, die mit einer Anklage vor dem Landgericht Potsdam endeten. Dieses verurteilte den Todesschützen am 22. Dezember 1994 zu einer Haftstrafe von 18 Monaten auf Bewährung. Ein an Christian Buttkus erinnerndes Holzkreuz in Berlin-Zehlendorf wurde 1999 entfernt.